# Zastupitelstvo Zlínského kraje
Zastupitelstvo Zlínského kraje je zastupitelstvem kraje, ve kterém dle zákona o krajích (č. 129/2000 Sb.) zasedá 45 zastupitelů. Volební období zastupitelstva je čtyřleté. Zastupitelstvo se schází podle potřeby, minimálně však jedenkrát za tři měsíce. Zastupitelstvo volí devítičlennou krajskou radu.

## Současná rada Zlínského kraje
- Radim Holiš, hejtman kraje
- Hana Ančincová, statutární náměstkyně hejtmana
- Radek Doležel, druhý náměstek hejtmana
- Lubomír Taub, třetí náměstek hejtmana
- Olga Sehnalová, čtvrtá náměstkyně hejtmana
- David Vychytil, pátý náměstek hejtmana
- Jiří Jaroš, člen rady
- Zuzana Fišerová, členka rady
- Zbyněk Fojtíček, člen rady

## Složení zastupitelstva 2020–2024
Koalici v Radě kraje utvořilo hnutí ANO, Piráti, ODS a ČSSD (později SOCDEM) Koalice má dohromady 24 zastupitelů v zastupitelstvu. Hejtmanem Zlínského kraje se v tomto volebním období stal Radim Holiš, který kandidoval za hnutí ANO 2011.

### Výsledky voleb v roce 2020
| Strany a koalice | Strany a koalice                                                                                              | Výsledek (procenta/PM)  | Trend | Volební lídr                    |
| ---------------- | --- | ----------------------- | ----- | ------------------------------- |
|                  | ANO 2011 | 19,08 % / 9 zastupitelů | ▲+1   | Radim Holiš (ANO)               |
|                  | KDU-ČSL | 18,62 % / 9 zastupitelů | ▼-3   | Jiří Čunek (KDU-ČSL)            |
|                  | Česká pirátská strana                                                                                         | 13,26 % / 6 zastupitelů | ▲+6   | Hana Ančincová (Piráti)         |
|                  | Starostové a nezávislí                                                                                        | 12,69 % / 6 zastupitelů | ▬±0   | Petr Gazdík (STAN)              |
|                  | Občanská demokratická strana                                                                                  | 10,04 % / 5 zastupitelů | ▲+2   | Lubomír Traub (ODS)             |
|                  | Česká strana sociálně demokratická                                                                            | 8,45 % / 4 zastupitelé  | ▼−2   | Olga Sehnalová (nestr. za ČSSD) |
|                  | Svoboda a přímá demokracie – Tomio Okamura (SPD)                                                              | 6,04 % / 3 zastupitelé  | ▲+1   | Vladimír Zlínský (SPD)          |
|                  | TRIKOLÓRA – SOUKROMNÍCI – NEZÁVISLÍ - Trikolóra hnutí občanů - Strana soukromníků České republiky - Nezávislí | 5,99 % / 3 zastupitelé  | ▲+3   | Jaromír Bernátek (Trikolóra)    |

## Složení zastupitelstva 2016–2020
Koalici v Radě kraje tvořily KDU-ČSL, ANO, STAN a ODS (dohromady 29 zastupitelů v zastupitelstvu). Hejtmanem Zlínského kraje se v tomto volebním období stal Jiří Čunek, který kandidoval za KDU-ČSL.

### Výsledky voleb v roce 2016
| Strany a koalice | Strany a koalice                                                                       | Výsledek (procenta/PM)   | Trend | Volební lídr                     |
| ---------------- | -------------------------------------------------------------------------------------- | ------------------------ | ----- | -------------------------------- |
|                  | Křesťanská a demokratická unie – Československá strana lidová                          | 22,97 % / 12 zastupitelů | ▲+2   | Jiří Čunek (KDU-ČSL)             |
|                  | ANO 2011                                                                               | 15,68 % / 8 zastupitelů  | ▲+8   | Margita Balaštíková (ANO)        |
|                  | Česká strana sociálně demokratická                                                     | 12,46 % / 6 zastupitelů  | ▼−6   | Petr Navrátil (ČSSD)             |
|                  | Starostové a nezávislí                                                                 | 11,62 % / 6 zastupitelů  | ▲+6   | Miroslav Adámek (nestr. za STAN) |
|                  | Komunistická strana Čech a Moravy                                                      | 8,22 % / 4 zastupitelé   | ▼−5   | Ivan Mařák (KSČM)                |
|                  | Svobodní a Soukromníci - Strana svobodných občanů - Strana soukromníků České republiky | 7,88 % / 4 zastupitelé   | ▲+4   | Ivo Valenta (nestr. za SsČR)     |
|                  | Občanská demokratická strana                                                           | 6,39 % / 3 zastupitelé   | ▼−2   | Jan Pijáček (ODS)                |
|                  | Svoboda a přímá demokracie – Tomio Okamura (SPD)                                       | 5,31 % / 2 zastupitelé   | ▲+2   | Jaroslav Dvořák (SPD)            |

## Složení zastupitelstva 2012–2016
ČSSD oproti předchozím volebním obdobím nepokračovala v koalici s ODS a lidovci a dala přednost složení krajské rady s komunisty a zástupci SPOZ. Hejtmanem zůstal Stanislav Mišák z ČSSD. Volební účast byla 40 %.

### Výsledky voleb v roce 2012
| Strany a koalice | Strany a koalice                                              | Výsledek (procenta/PM)   | Trend |
| ---------------- | ------------------------------------------------------------- | ------------------------ | ----- |
|                  | Česká strana sociálně demokratická                            | 21,73 % / 12 zastupitelů | ▼-6   |
|                  | Křesťanská a demokratická unie - Československá strana lidová | 18,31 % / 10 zastupitelů | ▲+4   |
|                  | Komunistická strana Čech a Moravy                             | 16,08 % / 9 zastupitelů  | ▲+4   |
|                  | Starostové a TOP 09 pro Zlínský kraj                          | 10,09 % / 5 zastupitelů  | ▲+5   |
|                  | Občanská demokratická strana                                  | 9,49 % / 5 zastupitelů   | ▼-6   |
|                  | Strana Práv Občanů ZEMANOVCI                                  | 7,21 % / 4 zastupitelé   | ▲+4   |

## Složení zastupitelstva 2008–2012
ČSSD se rozhodla pokračovat v koalici z předchozího volebního období a společná vláda s ČSSD, ODS a KDU-ČSL nadále pokračovala. Hejtmanem se stal Stanislav Mišák z ČSSD. Volební účast byla 41 %.

### Výsledky voleb v roce 2008
| Strany a koalice | Strany a koalice                                                                                    | Výsledek (procenta/PM)   | Trend |
| ---------------- | --------------------------------------------------------------------------------------------------- | ------------------------ | ----- |
|                  | Česká strana sociálně demokratická                                                                  | 35,40 % / 18 zastupitelů | ▲+11  |
|                  | Občanská demokratická strana                                                                        | 21,96 % / 11 zastupitelů | ▼-5   |
|                  | Křesťanská a demokratická unie - Československá strana lidová                                       | 13,35 % / 6 zastupitelů  | ▼-5   |
|                  | Komunistická strana Čech a Moravy                                                                   | 11,18 % / 5 zastupitelů  | ▼-3   |
|                  | Starostové a nezávislí pro Zlínský kraj - Zlínské hnutí nezávislých - Nezávislí starostové pro kraj | 10,08 % / 5 zastupitelů  | ▲+5   |

## Složení zastupitelstva 2004–2008
Vítězná ODS se dohodla na společné vládě s KDU-ČSL a ČSSD. Hejtmanem se stal Libor Lukáš z ODS. Volební účast byla 31 %.

### Výsledky voleb v roce 2004
| Strany a koalice | Strany a koalice                                              | Výsledek (procenta/PM)   | Trend |
| ---------------- | ------------------------------------------------------------- | ------------------------ | ----- |
|                  | Občanská demokratická strana                                  | 30,08 % / 16 zastupitelů | ▲+7   |
|                  | Křesťanská a demokratická unie - Československá strana lidová | 21,32 % / 11 zastupitelů | ▼-4   |
|                  | Komunistická strana Čech a Moravy                             | 15,45 % / 8 zastupitelů  | ▬±0   |
|                  | Česká strana sociálně demokratická                            | 13,66 % / 7 zastupitelů  | ▬±0   |
|                  | Evropští demokraté a Nezávislí starostové pro kraj            | 5,61 % / 3 zastupitelé   | ▲+3   |

## Složení zastupitelstva 2000–2004
Vítězná Čtyřkoalice (KDU-ČSL, US, DEU, ODA) iniciovala vznik široké koalice všech stran kromě KSČM. Hejtmanem se stal František Slavík z KDU-ČSL. Volební účast byla 36 %.

### Výsledky voleb v roce 2000
| Strany a koalice | Strany a koalice                   | Výsledek (procenta/PM)   | Trend |
| ---------------- | ---------------------------------- | ------------------------ | ----- |
|                  | Čtyřkoalice                        | 31,36 % / 15 zastupitelů | ▲+15  |
|                  | Občanská demokratická strana       | 18,46 % / 9 zastupitelů  | ▲+9   |
|                  | Komunistická strana Čech a Moravy  | 16,30 % / 8 zastupitelů  | ▲+8   |
|                  | Česká strana sociálně demokratická | 15,12 % / 7 zastupitelů  | ▲+7   |
|                  | Zlínské hnutí nezávislých          | 11,59 % / 6 zastupitelů  | ▲+6   |